# Gare de Nakano
Pour les articles homonymes, voir Nakano (homonymie).
La gare de Nakano (中野駅, Nakano-eki) est une gare ferroviaire de la ville de Tokyo au Japon. Elle est située dans l'arrondissement de Nakano. La gare est desservie par les lignes de la JR East et du Tokyo Metro.

## Situation ferroviaire
La gare de Nakano est située au point kilométrique (PK) 14,7 de la ligne Chūō. Elle marque le début de la ligne Tōzai.

## Histoire
La gare a été inaugurée le 11 avril 1889.

## Services aux voyageurs

### Accès et accueil
La gare dispose d'un bâtiment voyageurs, avec guichet, ouvert tous les jours.

### Desserte
- Ligne Chūō-Sōbu :
  - voies 1 et 3 : direction Mitaka

Plan des voies

  - voies 2 et 5 : direction Shinjuku et Chiba
- Ligne Tōzai : 
  - voies 4 et 5 : direction Nishi-Funabashi (interconnexion avec la ligne Tōyō Rapid pour Tōyō-Katsutadai ou la ligne Chūō-Sōbu pour Tsudanuma)
- Ligne Chūō (Rapid)  :
  - voie 6 : direction Tachikawa et Takao
  - voies 7 et 8 : direction Shinjuku et Tokyo